# جنيفر باكستر
جنيفر باكستر هي لاعبة كرلنغ كندية، ولدت في 4 أبريل 1987 في هاليفاكس في كندا.